# NSTG Karlsbad
Die Nationalsozialistische Turngemeinde Karlsbad (kurz: NSTG Karlsbad) war ein Sportverein mit Sitz im heute tschechischen Kurort Karlsbad.

## Geschichte
Die NSTG nahm in der Saison 1939/40 an der Gauliga Sudetenland teil. In dieser Saison verhinderte die Mannschaft mit den fünften Platz den Abstieg und beendete die Spielzeit mit 7:13 Punkten. In der nächsten Saison zog sich der Verein aufgrund von Spielermangel bereits im Februar 1941 zurück. Zur Saison 1942/43 stieg die Mannschaft dann wieder aus der Bezirksliga in die Gauliga auf, zog sich aber erneut im Laufe der Saison zurück. Die Mannschaft nahm dann noch einmal in der Saison 1943/44 an der Liga teil und belegte dort in seiner Gruppe nach neun Spielen mit 3:15 Punkten den siebten und damit letzten Platz. Die nächste Saison wurde zwar angefangen, jedoch kriegsbedingt schnell wieder abgebrochen. Nach der Kapitulation des Deutschen Reiches wurde das Reichsgau Sudetenland wieder in die Tschechoslowakei eingegliedert und der Verein aufgelöst.